# El meu fill
El meu fill (originalment en francès, Un fils) és una pel·lícula francesa dirigida per Alain Berliner, emesa per primera vegada el 4 de novembre de 2015 a France 2. El 2014 Michèle Laroque va ser reconeguda amb el premi a la millor interpretació femenina del Festival de la fiction TV pel seu treball en aquesta pel·lícula. Es va doblar al català occidental; també s'ha editat una versió en valencià per À Punt.

## Sinopsi
La Mathilde, una treballadora d'un centre de planificació familiar, atén la Léa, una adolescent que hi va per demanar una pastilla de l'endemà després d'haver mantingut relacions sense protecció en una festa. Per la manera com ho explica la noia, la Mathilde sospita que la relació possiblement no va ser consentida. Finalment, la Léa confessa que va ser víctima d'una violació. El que no s'espera la Mathilde és que el noi acusat de l'agressió sexual és el seu propi fill, en Florien. El noi insisteix que la Léa hi va consentir, i la Mathilde es troba en la difícil situació d'haver de fer costat a la noia que li ha anat a demanar ajuda i alhora defensar el seu fill, que manté la seva innocència.

## Repartiment
- Michèle Laroque: Mathilde
- Philippe Lefebvre: Arnaud
- Maxence Perrin: Florian
- Victor Meutelet: Paul
- Liah O'Prey: Héloïse
- Roxane Bret: Léa
- Audrey Chamot: Laure
- Marie Abidine: Bouchra
- Vanessa Jacquin: Annabelle
- Anne Conti: Marie-Pierre
- Floriane Potiez: Lisa Bianconi
- Jack Claudany: Mestre Provost
- Alexandre Carrière: Capità Delande
- Robin Morgenthaler: Mathieu
- Laurent D'Elia: Mari de Laure
- Doralyse Brumain (no acreditat)